# Neoscona sanjivani
Neoscona sanjivani là một loài nhện trong họ Araneidae.
Loài này thuộc chi Neoscona. Neoscona sanjivani được Pawan U. Gajbe miêu tả năm 2004.